# Kongress von Tucumán

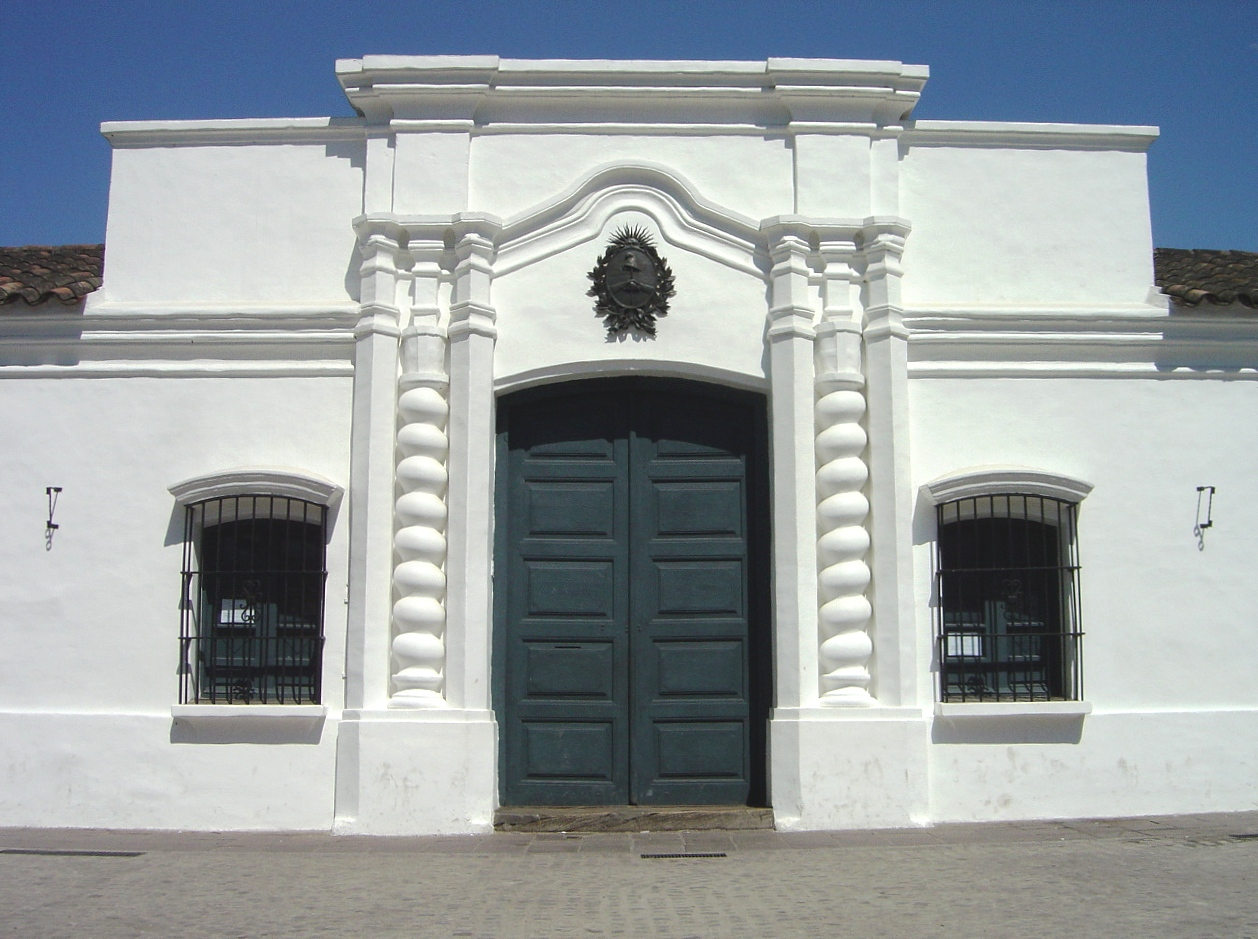
Haus der Unabhängigkeit, heute ein Nationales Monument

Der Kongress von Tucamán war die repräsentative Versammlung der Vereinigten Provinzen des Río de la Plata, der 1816 gegründet wurde und sich, wie der Name schon verrät, zum ersten Mal in Tucumán traf. Am 9. Juli 1816 verabschiedete er die Erklärung zur Unabhängigkeit der damaligen spanischen Kolonie Argentinien. Der Tagungsort, das „Haus der Unabhängigkeit“, wurde wieder aufgebaut und ist heute ein Museum und Nationalmonument. 
Im Anschluss an die Mai-Revolution von 1810 wurde das Vizekönigtum am Río de la Plata ersetzt durch die Primera Junta. Am 15. April 1815 beendete eine Revolution das Mandat von Carlos María de Alvear und ein Generalkongress sollte einberufen werden. Delegierte aus allen argentinischen Provinzen, jeder Repräsentant für 15.000 Einwohner, wurden zu den Sitzungen gesandt, die am 24. März 1816 begannen. Der Kongress trat im Haus von Francisca Bazán de Laguna in Tucumán zusammen. Der Vorsitz rotierte monatsweise und die Diskussionen waren schier endlos. Am 9. Juli des Jahres wurde schließlich die Unabhängigkeitserklärung beschlossen. Kongresspräsident war zu dem Zeitpunkt Francisco Narciso de Laprida. Der Kongress setzte 1817 seine Arbeit in Buenos Aires fort, musste sich aber 1820 auflösen, nachdem die Föderalisten durch ihren Sieg über die Unitarier in der Schlacht von Cepeda die Abschaffung der Zentralgewalt erreicht hatten.

## Unterzeichner der Erklärung
- Francisco Narciso de Laprida
- Mariano Boedo
- José Mariano Serrano
- Juan José Paso
- Antonio Sáenz
- José Darragueira
- Cayetano José Rodríguez
- Pedro Medrano
- Manuel Antonio Acevedo
- José Ignacio de Gorriti
- José Andrés Pacheco de Melo
- Teodoro Sánchez de Bustamante
- Eduardo Pérez Bulnes
- Tomás Godoy Cruz
- Pedro Miguel Aráoz
- Esteban Agustín Gazcón
- Pedro Francisco de Uriarte
- Pedro León Gallo
- Pedro Ignacio Rivera
- Mariano Sánchez de Loria
- José Severo Malabia
- Pedro Ignacio de Castro Barros
- Gerónimo Salguero de Cabrera y Cabrera
- José Colombres
- José Ignacio Thames
- Justo de Santa María de Oro
- José Antonio Cabrera
- Juan Agustín Maza
- Tomás de Anchorena